# جيويل يونغ
جيويل يونغ (18 يناير 1913 في الولايات المتحدة - 16 أبريل 2003 في الولايات المتحدة) (بالإنجليزية: Jewell Young)‏ هو مدرب كرة سلة ولاعب كرة سلة أمريكي في مركز هجوم صغير الجسم. لعب مع Indianapolis Jets ‏.

## وصلات خارجية
- جيويل يونغ على موقع سبورتس رفرنس (الإنجليزية)